# Steely Dan (album)
Steely Dan è il secondo album di raccolta del gruppo musicale statunitense omonimo pubblicato nel 1978.

## Tracce
1. Do It Again – 5:52
2. Dallas – 3:08
3. Sail the Waterway – 3:04
4. Black Friday – 3:33
5. Aja – 7:56
6. Kid Charlemagne – 4:38
7. Rikki Don't Lose That Number – 4:30